# Enapter

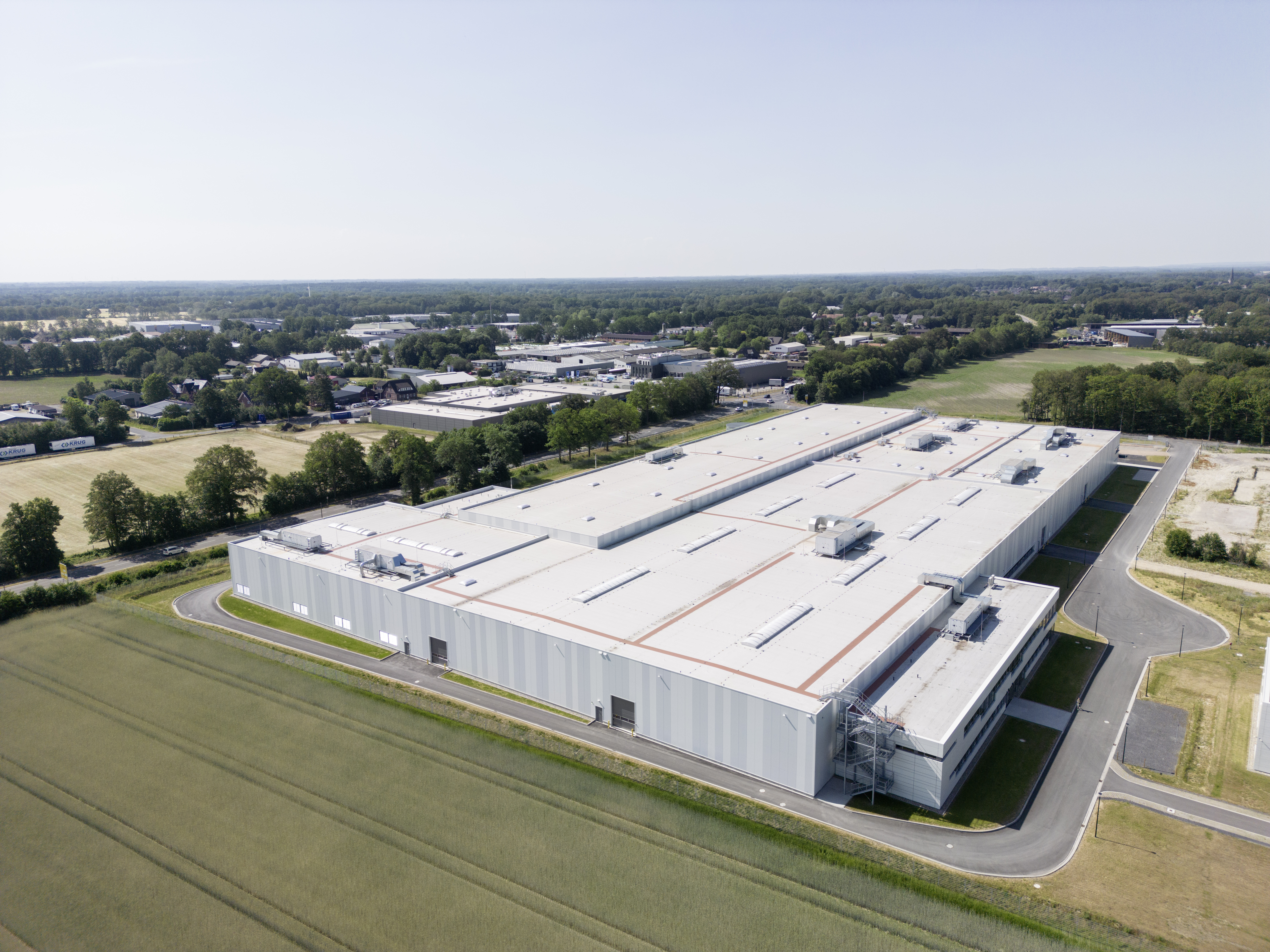
„Enapter Campus“ in der Klimakommune Saerbeck (2023)

Die Enapter AG ist ein deutsch-italienisches Technologieunternehmen der Wasserstoffwirtschaft mit Produktionsstätten im münsterländischen Saerbeck sowie in der Nähe von Pisa (Italien). In der heutigen Form besteht es seit 2017 und ist seit 2020 an der Börse notiert. Enapter ist auf Module für die Herstellung von grünem Wasserstoff durch Elektrolyse mittels AEM-Verfahren (Anionenaustauschmembran) spezialisiert. Die Module sind standardisiert und können flexibel zu Anlagen unterschiedlicher Größe kombiniert werden. Sie helfen, fossile Brennstoffe durch nachhaltige Alternativen zu ersetzen.

## Geschichte
Enapter geht auf das italienische Technologieunternehmen ACTA zurück. Dieses hatte 2013 modulare Generatoren zur AEM-Elektrolyse auf den Markt gebracht und in Einzelsystemen verkauft. 2017 rutschte ACTA in die Insolvenz und wurde im November 2017 vom deutschen Unternehmer Sebastian-Justus Schmidt erworben. Dieser hatte vier Einzelsysteme von ACTA in seinem Privathaus in Thailand eingebaut, um eine zuverlässige und nachhaltige Energieversorgung sicherzustellen.
2017 wurde das Unternehmen in Enapter umbenannt. Unter der Führung von Sebastian-Justus Schmidt, seinem Sohn Jan-Justus Schmidt und Vaitea Cowan wurde die Geschäftstätigkeit in Italien fortgeführt und ausgebaut, etwa durch den Aufbau einer neuen Produktion. 2018 baute Enapter einen weiteren Standort für die Software-Entwicklung in St. Petersburg auf. 2019 wurde ein Büro in Berlin eröffnet.
Bis 2021 stieg die Zahl der Mitarbeiter auf über 200. Um das weitere Wachstum des Unternehmens bewältigen zu können, begann der Neubau des Enapter Campus in der Klimakommune Saerbeck bei Münster. Das 82.000 Quadratmeter große Gelände umfasst eine große Produktionsstätte und wird mit erneuerbaren Energien aus Photovoltaik-Anlagen auf den Dächern der Campus-Gebäude betrieben.
In den letzten Jahren erhielt Enapter immer mehr Großaufträge. Ende 2022 sicherte sich das Unternehmen eine Bestellung aus Südkorea für Elektrolyseure mit einer Kapazität von zwei Megawatt. Seit August 2023 arbeitet das Unternehmen zudem mit dem chinesischen Motoren- und Antriebshersteller Wolong zusammen, um seine AEM-Elektrolyseure auf den chinesischen Markt zu bringen.

## Unternehmensstruktur
Enapter firmiert als Aktiengesellschaft nach deutschem Recht. Die Konzerngesellschaft übernimmt Steuerungs- und Stabsfunktionen für die von ihr beherrschten Tochtergesellschaften. Das operative Geschäft liegt insbesondere in der italienischen Enapter S.r.l. und der deutschen Enapter GmbH.
Die Aktien der Konzerngesellschaft sind zum Handel im regulierten Markt an der Frankfurter und Hamburger Börse zugelassen. Die Notierung erfolgte als Reverse IPO durch Verwendung des Börsenmantels von S&O Agrar im Dezember 2020. Eine Mehrheit der Aktien kontrolliert Sebastian-Justus Schmidt. Ein anderer wichtiger Anteilseigner ist der Technologiekonzern Johnson Matthey.

## Produkte
Enapter entwickelt Geräte zur Herstellung von Wasserstoff durch Elektrolyse. Das Unternehmen konzentriert sich auf die AEM-Technologie (Anionenaustauschmembran), die ohne Platin-Metalle, wie zum Beispiel Iridium, auskommt und kleine Bauformen ermöglicht. Neben der Hardware liefert Enapter auch die Software und Cloud-Plattformen für das Energiemanagement sowie die industrielle Integration.
Die Module von Enapter sind standardisiert und daher vergleichsweise schnell installiert. Sie sind einzeln nutzbar und können zu Anlagen kombiniert werden. Kernprodukt des Unternehmens ist (Stand: August 2023) ein standardisierter AEM-Elektrolyseur in vierter Generation, der rund ein Kilogramm Wasserstoff in 24 Stunden herstellen kann. Größere Bedarfe an Wasserstoff werden mit dem AEM-Multicore abgedeckt, der eine tägliche Produktionsrate von bis zu 450 Kilogramm Wasserstoff erreicht.
Diese Produkte von Enapter werden unter anderem für Power-to-Heat oder Power-to-Gas, als Stromspeicher und in der Forschung verwendet. Enapter hat seine Module nach eigenen Angaben an Kunden in über 50 Ländern verkauft (Stand: August 2023). Regionale Schwerpunkte liegen in Europa und in Asien.